# 6237 Chikushi
6237 Chikushi è un asteroide della fascia principale del diametro medio di circa 37,4 km. Scoperto nel 1989, presenta un'orbita caratterizzata da un semiasse maggiore pari a 3,9642684 UA e da un'eccentricità di 0,0698680, inclinata di 5,37228° rispetto all'eclittica.